# Georg Heinrich Fichtner
Georg(e) Heinrich Fichtner (* 22. Juli 1733 in Schwarzenberg/Erzgeb.; † nach 1791) war ein deutscher Hutmacher, der sich auch als Schriftsteller betätigte.

## Leben und Wirken
Er war der Sohn eines armen Schuhmachers und beschreibt in seinem 1773 niedergeschriebenen Lebenslauf, wie er nur 3½ Jahre lang die Schule besucht hat, dabei aber solche Fortschritte machte, dass er nach einem Jahr schon ziemlich gut Lesen und etwas Schreiben und nach drei Jahren bereits den Dresdner Katechismus auswendig konnte. Da sein Vater nicht die finanziellen Mittel hatte, ihn nach dem Rat des Schulrektors und nachmaligen Cranzahler Pfarrers Voigt studieren zu lassen, ging er bei einem Hutmacher in die Lehre. Als dieselbe beendigt war und er vor Antritt seiner Wanderschaft auch vom genannten Rektor Vogt Abschied nahm und sich bei ihm für die erhaltenen guten Lehren bedankte, sprach derselbe die prophetischen Worte: „Mein lieber Fichtner, ihr seid zwar ein Hutmacher geworden, ich habe euch wohl anfangs schon davon abhalten wollen, wißt ihr noch, was ich damals zu euch gesagt habe? Ich bedauere euch, daß ihr nicht bei der Schule geblieben seid, um euch ist’s schade. Euer Ingenium ist vieles Geld wert. Gedenket aber an mich und merket meine Worte: ‚Euer Pfund bleibt nun wohl vergraben. Ihr aber werdet nach eurer Neigung bei allen euren Verrichtungen ein Grübelkopf und in hohen Sachen ein Stimpler bleiben, weil ihr lebet. Gott gebe euch Glück auf euren Weg!‘“
Auf seiner mehrjährigen Wanderschaft lernte er in Trier den Jesuitenpater Schlick kennen. Dieser unterrichtete ihn in Astronomie, Mathematik und Philosophie und lieh ihm Bücher. Nach einem Jahre verließ er Trier und arbeitete in verschiedenen Städten. Überall verschaffte er sich Bücher, unter denen er die über Mathematik, Logik, Metaphysik, Physik, Moral und Politik besonders hervorhebt. Wenn seine Kameraden am Feierabend in Kneipen gingen, saß er bei einem Licht zu Hause und las in den Schriften von Cartesius, Newton, Leubnitz und Wolf, die er sich besonders in den Universitätsstädten verschaffen konnte. Es kam vor, dass er die ganze Nacht bis zum Morgen über einem Buche saß, aus dem er sich das Wichtigste abschrieb. Dabei versäumte Fichtner auch nicht, alles Sehenswerte in Städten, Klöstern und Schlössern zu besichtigen. Jedes Jahr schrieb er einmal an seine Braut und teilte ihr mit, wo er sich befand und wie es ihm in der Zwischenzeit ergangen war. Nachdem er aber nach sechs Jahren nicht in die Heimat zurückkehrte, verheiratete sich seine Braut anderweitig. Er nahm sich daraufhin eine geborene Schnorr zur Ehefrau.
Fichtner ließ sich einige Zeit später auf Bitten seines hilfsbedürftigen Vaters als Hutmacher in der Bergstadt Eibenstock nieder und eignete sich dort weiteres umfangreiches Wissen durch Auswertung zahlreicher Bücher autodidaktisch an. Sein Hauptwerk ist seine Lebensgeschichte, die er in paarweisen Reimen niedergeschrieben und auch drucken lassen hat, obwohl sie, wie er in der Einleitung bemerkt, anfänglich nur für seine Kinder und Nachkommen bestimmt gewesen ist. Es trägt den Titel Mstr. George Heinrich Fichtners, ... merkwürdige Beschreibung, von der in denen Jahren 1770. bis 1773. gewesenen großen Theurung und Hungersnoth : nebst seiner Lebensgeschichte und Wanderschaft damals Reimweiße seinen Kindern und Nachkommen zum unvergeßlichen Andenken beschrieben und erschien in Schneeberg in fünf Auflagen.
1773 machte er sich aufgrund der großen Hungersnot im Erzgebirge von Eibenstock mit einem Bittgesuch auf den Weg zum sächsischen Kurfürsten nach Dresden.

### Werk
- Merkwürdige Beschreibung von der in denen Jahren 1770 bis 1773 gewesenen grossen Theuerung und Hungersnoth http://dx.doi.org/10.25673/45634